# Habik'a B.C.
L' Habik'a BC è stata una società cestistica avente sede a Bika't Ono, in Israele. Fondata nel 1991 come Maccabi Giv'at Shmuel, nel 2009, dopo la fusione con l'Elitzur Kiryat Ono ha assunto la denominazione attuale. Gioca nel campionato israeliano.
Nel giugno 2012 si è fuso con l'Hapoel Eilat.

## Palmarès
- Liga Leumit: 2

2009-2010, 2010-2011

## Cestisti
- Rashaun Freeman 2011-2012